# Каздоба Кузьма Прохорович
Кузьма Прохорович Каздоба (* 20 жовтня 1907, Новий Ставок — † 11 квітня 1984, Аделаїда) — український письменник-мемуарист, громадський діяч.

## Життєпис
Народився 20 жовтня 1907 року на хуторі Новий Ставок Арбузинської волості на Херсонщині в родині Прохора Сергійовича Каздоби та Анастасії Антонівні (ур. Кардашева). Його батька, заможного селянина та учасника українського руху опору проти більшовиків декілька репресували. У 1939 році він помер у в'язниці в м. Вологда.
У період колективізації був вивезений до Архангельської області. 1937 року повернувся в Україну.
1943 року емігрував до Німеччини.
З 1948 року мешкав у Австралії, оселившись в Аделаїді. Був референтом, а потім головою Української громади Південної Австралії (1959—1964).
Заснував товариство прихильників творчості Миколи Зерова.
Помер 11 квітня 1984 року в Аделаїді.

## Творчість
Автор спогадів «Заметений шлях» (1974), про долі гарбузинських селян, розкуркулених в період 1929-31 рр. А також багатьох статей, мемуарів.
Друкувався в часописах Австралії, Німеччини. Зокрема в ілюстрованому україномовному альманасі української діаспори в Австралії «Новий обрій» під редакцією Дмитра Нитченка (Чуба) видавництва «Ластівка» (Мельбурн). 